# 阿卜杜勒·加法尔·汗
哈芝汗·阿卜杜勒·加法尔·汗（乌尔都语，1890年2月6日—1988年1月20日）, 又称为帕夏·汗或者巴德沙阿·汗，是一名巴基斯坦普什图人出身的印度独立活动家，库代·希德马格抵抗运动的创始人，反对英国在印度的殖民统治。他是一位政治和精神领袖，以非暴力反对和终身和平主义著称；他是一位虔诚的穆斯林，在印度次大陆倡导印度教徒和穆斯林团结。 由于他与圣雄甘地有着相似的意识形态和亲密的友谊，加法尔·汗被戏称为萨哈迪·甘地(「西北边境省的甘地」)。

## 生平
1929年，加法尔·汗创立了呼代·希德马加尔（意为上帝之仆）运动，这是一个穆斯林反殖民的非暴力抵抗运动组织。他的成功和受欢迎最终促使殖民政府对加法尔·汗及其支持者发动了多次镇压；该组织经历了对整个印度独立运动的一些最严厉的镇压。
加法尔·汗强烈反对将印度分割为穆斯林占多数的巴基斯坦自治领和印度教占多数的印度自治领的提议，因此站在支持联盟的印度国民大会党和全印度阿扎德穆斯林会议一边，反对支持分裂的全印穆斯林联盟。为此，他被一些穆斯林激进分子打上“反穆斯林”的标签，并受到袭击，受伤住院。当国大党在没有咨询呼代·希德马加尔领导人的情况下勉强宣布接受分治计划时，他深感被背叛，对国大党领导人说，“你们把我们扔进了狼群。”
1947年6月，加法尔·汗和其他呼代·希德马加尔领导人正式向英国当局发布了班努决议，要求给予普什图人一个独立的普什图斯坦国家的选择，这个国家将包括英属印度的所有普什图族领土，而不是(像几乎所有其他穆斯林占多数的省份那样)被纳入巴基斯坦国家--当时建立这个国家的工作仍在进行中。然而，英国政府公开拒绝遵守这项决议的要求。
1947年8月14日印巴分治生效后，加法尔·汗宣誓效忠新成立的巴基斯坦，并留在巴基斯坦西北边境省；1948年至1954年期间，他经常被巴基斯坦政府逮捕。1956年，他因反对一个计划而被捕，根据该计划，政府宣布计划将西巴基斯坦的所有省份合并为一个单位，以匹配东巴基斯坦(今孟加拉国)的政治结构。加法尔·汗在20世纪60年代和70年代的大部分时间里被监禁或流亡。1987年，加法尔·汗获得印度国宝勋章。1988年，他在白沙瓦家中去世，根据他死后的遗嘱，他被埋葬在阿富汗贾拉拉巴德。时任印度总理拉吉夫·甘地对他的去世表示哀悼。数以万计的哀悼者参加了他的葬礼，他们穿过开伯尔山口从白沙瓦向贾拉拉巴德进发。中途两次遭遇袭击，造成15人死亡。尽管当时由于苏联和阿富汗的战争而发生激烈战斗，但双方宣布立即停火，允许加法尔·汗的遗体下葬。